# Federación Francesa de Tenis
La Federación Francesa de Tenis (Fédération Française de Tennis, en francés) es una organización fundada en 1920. Esta se encarga de la organización y coordinación de los eventos tenísticos en Francia, está reconocida por el Ministerio de Educación Nacional, Juventud y Deportes y por la Federación Internacional de Tenis. La sede de la federación está ubicada en el Estadio de Roland Garros. La institución fue fundada bajo el nombre Fédération Française de Lawn Tennis hasta que en 1976 cambia por el nombre actual. Las principales tareas que tiene son la organización del Grand Slam de Roland Garros y de la representación de los equipos franceses en la Copa Davis y la Fed Cup.